# Niedola
Niedola – osada leśna w Polsce położona w województwie kujawsko-pomorskim, w powiecie nakielskim, w gminie Nakło nad Notecią. Miejscowość wchodzi w skład sołectwa Gorzeń.
Folwark Niedola założono we wrześniu 1849 roku.
W latach 1975–1998 miejscowość należała administracyjnie do województwa bydgoskiego.